# 警察国家

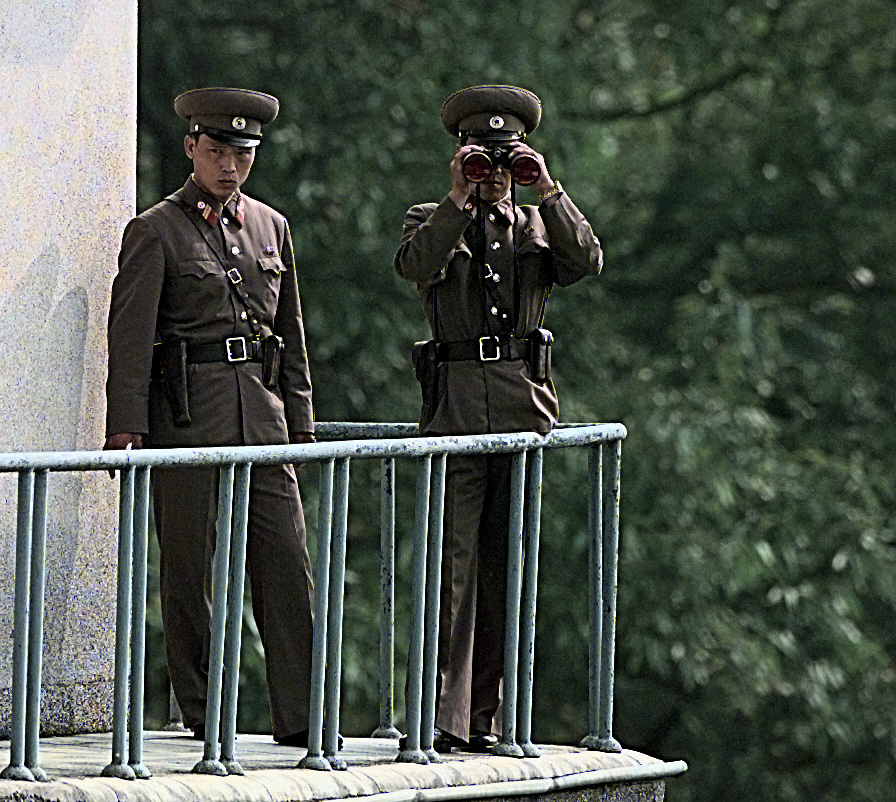
图为板门店朝韩非军事区朝鲜一侧哨所内的朝鲜人民军军官正在监视韩国方面动向。朝鲜具有严格的防止人民外逃政策。

警察国家（英語：Police state，又譯警察社會），為政治學及社會學術語，描述政府自称為人民的監護者及擁有法定權力，在缺乏法律程序及違反人民意願的前提下，以行政力量強行控制人民生活的社會。

## 概論與定義
警察國家與法治國家的不同，在於個人自由的界限：法治國家僅只於保護人民不受不義侵犯，但是尊重個人自由；但是警察國家則以人民福祉為由，不惜侵犯個人自由。警察國家的政府，認為自己是無知人民的監護人，為了保護人民，他們有義務糾正人民的錯誤，指導人民應該如何做，以維持正當的社會秩序，即使這些作為違反了人民的意願。
一个警察国家常典型的表露出集权主义和社会控制的要素，通常很少或没有区分法律和行政部门对政治权力的履行，对人民的社会、经济和政治生活实行严密和镇压性的控制。表达或沟通政治观点或其他的观点的限制，这些观点都受警察监督或强制。政治控制可以由在宪政国家一般强制的边界之外运作的秘密警察部队的手段来加以执行。

## 历史
“警察国家”这一术语首次使用于1865年，指代在奥地利帝國為维持秩序而对国家警察部队的使用。
事实上，即使在地方范围上，使用警察部队在紧急情况之外积极的维持秩序，在此之前几乎未有所闻。
美国首次使用国家警察部队也在同一年──1865年，一支警察队伍在马萨诸塞州建立起来。
此前，大多数社会的秩序都由在特定事件中被调集的地方级的较弱的警备机构自发维持。在常驻警力的维持变得普遍起来的19世纪末和20世纪初，“警察国家”一词则更多的用来专门指代“过于”猛烈的“僵化和镇压性”動用警察權，如法西斯主义，共产主义和对如法国大革命和罗马帝国之类的压制性/镇压性历史事件的回溯性应用。

## 分类
对一个国家或政权进行警察国家的分类通常具有争议。因为这一术语所具的贬义，罕有国家愿意将自身定义为警察国家。分类常由国内的揭发者或国外的批评家或激进团体确立。该术语的使用是出于回应法律、警察和政权的行动做出的反应，经常被用作贬义的描述政权的社会契约、人权和类似事务的概念。
纯粹的警察国家是权威主义的，经常是独裁统治。但是政府镇压的程度随社会的不同而变化很大。大多数政权介于极端的公民自由意志论和集权主义之间。
在国家紧急状态或战争时，通常存在于自由和国家安全的平衡往往偏向于安全一边。这种转换可能会引发该国家已经或正在成为一个警察国家的指控。
因为各种政治见解对于何謂個人自由和国家安全之间的恰当平衡并不一致，没有明确的客观标准可以决定“警察国家”这一词汇对某一个特定国家在某一个具体时间点是否适用。因此，很难客观评估关于一个国家就是或正在成为一个警察国家的指控的真相。有一种审视警察国家和自由国家的概念的方法，是通过一种天平或刻度的手段，其中任何着重于去除自由的法律被视为天平向警察国家方向移动，而任何着重于限制政府监控的法律则被视为向自由国家移动。
战争常在虚构作品中被描绘成建立警察国家的妥善先导步骤，因公民较平时更加依赖政府和警察以维护安全（参见下文虚构的警察国家 ）。

### 开明专制（开明的绝对主义）
在开明专制的政治模式中，统治者是「最高公仆」，执行绝对的权力以提供给全民普遍福利。这一模式的政府提出所有的国家权力必须被导向一极，拒绝成文法对统治者绝对权利的限制。诸如托马斯·霍布斯之类的思想家支持这类绝对主义政府。
由于开明的绝对统治者被宣称是承担了公共利益，依任免权，是暗示了绝对正确的。即使是尖锐的针对于执政党的忠实反对，也构成了危害国家罪。忠实反对派的概念对于此类政治无法兼容。而公开的异议被禁止，故而无可避免的成为机密，这又反过来使其被秘密警察的方式的政治镇压而反制。
强调法治的自由民主制关注的是警察国家不服从于法律。最先将法治引入德国法学的罗伯特·冯·莫尔将法管国家与贵族制的警察国家对立起来。

## 特性例子
如上述所讨论的，无法客观判定一个国家是否已经或正在成为警察国家。因而，列出一份穷尽所有警察国家的清单本质上有问题。但是，有若干激烈辩论的例子，以展示警察国家的结构的部分特征。这些例子如下：
英格蘭王國國王亨利八世統治下的都鐸王朝對轄下臣民進行嚴厲監控且獎勵告密，並透過王家警察執行此一任務。
俄羅斯沙皇國沙皇伊凡雷帝在1565年成立秘密警察機關特轄區，進行迫害和獨裁統治。
在20世紀時的蘇聯及其衛星國，包括東德和其他東方集團成員國，廣泛利用警察和情報部門（如KGB）對國內進行鎮壓、清洗 ; 東德成年人口中有2.5％擔任負責舉報的史塔西專員。
在伊朗王國，從1925年到1941年的礼萨汗統治時期，警察存在的人數有所增加，他們逮捕並折磨許多反對他的統治者。巴勒維時期（1941年至1979年）統領SAVAK秘密警察後，警察的監控和監視更為加劇。他們被看到位於每個街角，對沙阿的統治很忠誠，並且逮捕並折磨了許多人，這個統治制度也造成政治犯大幅增加。公眾對沙阿的憤怒和大規模起義引發了由阿亞圖拉領導的伊朗伊斯蘭革命，霍梅尼推翻了伊朗君主制並成立伊朗伊斯蘭共和國，結束了伊朗二千五百多年的君主專制歷史。隨著伊斯蘭革命衛隊的建立，特別是強悍維護平民伊斯蘭法律的巴斯基民兵的道德警察，警察專橫情況又大幅度惡化。
在亞歷山大一世君主專制下的南斯拉夫王國，1929年亞歷山大解散議會、廢除憲法，新聞自由被取消、政黨遭禁，使國家權力更集中。國王的警察特工迫害非塞爾維亞人的民族領袖，導致了南斯拉夫國內其他民族的不滿，尤其馬其頓人及克羅地亞人。1934年亞歷山大一世於法國馬賽遭馬其頓內部革命組織成員暗殺身亡。
在皮諾契特控制下的智利工作下的警察，履行“壓制公共自由、消滅政治競爭、限制言論自由、廢除罷工權利、凍結工資”的政策。
在巴蒂斯塔統治期間的古巴屬於專制警察國家。隨著他在古巴革命期間被推翻，菲德爾·卡斯特羅和古巴共產黨取代政權獲得權力，警察的影響力也仍然持續在增加擴大。2003年3月，22名试图发布非政府授权的新闻的记者在古巴被关押，并面临27年的牢狱之灾。也有报告称还未被关押在监狱里的记者也经常被威胁处以与这22名记者相同的命运。
在朝鮮半島，其長久以來的政治早已是警察國家的代表，從新羅到被法西斯式警察國家大日本帝國統治以及通過施行和維持警察國家制度的南韓李承晚政權（第一共和國）、朴正熙和全斗煥的軍政府（第三、第四和第五共和國）與北韓金日成家族。設在法國巴黎的無國界記者自從位列朝鮮最後或倒數第二個在其新聞自由的測試新聞自由指數的介紹，說明執政的北韓金氏家族控制著所有的媒體。
針對土耳其政府推出的新安全措施以壓制抗議活動的政策，正義與發展黨政府被各界指責正將土耳其改造為警察國家。
在宰因·阿比丁·本·阿里統治期間的突尼西亞，是世界上最高壓的警察國家之一，在某些時候甚至有高達70-80％的成年人口擔任向政府告密的職務。警察賄賂和濫用權力的現象非常普遍（甚至在茉莉花革命之後亦然）。
自2013年埃及政變以後，埃及軍政府已經採取嚴厲打擊宗教和言論自由的重大措施，導致它被指責實際上已經成了一個“革命式警察國家”。
南非種族隔離制度被普遍视为已经成为警察国家，虽然其已经名义上成为了民主制（却把土著的黑人多数人口排除于民主之外）。
纳粹德国，是屬於一个专制的政体，（至少在开始时）希特勒被通过以名义上的民主制度選舉上臺，但对其人民实行了镇压控制（保護性看管）。
部分人認為英国使用生物特征身份证大众监控系统和未经审判的拘押，正在移向警察国家的方向，这些手段全系政府引进。英国已经被描述成“监控最严密的国家”。除经倫敦警方授权外，在国会大厦半径半英里以内抗议是违法的。已有政治领袖被秘密逮捕的先例。英国政府否认了关于警察国家行为的指控。

美国也被描绘为正在朝警察国家移动。2002年6月27日，美国众议员Ron Paul在众议院发言中说： 
|  | ...'Is America a Police State?' My answer is: 'Maybe not yet, but it is fast approaching.' …「美国是警察国家吗？」我的答案是：「也许还不是，但正在向其快速靠近。」 |

也有针对美国在大众监控方面的批评。目前正在采用的强制免疫也面临着是否侵犯个人自由的争议。
美国传媒网站SupChina引述美国历史学者瑞安·图姆的意见，指稱：“新疆已经成为与朝鲜相当的警察社会，有着如同南非种族隔离制度的种族主义政策。
香港特別行政區自從2019-2020反修例運動及港區國安法成立後大量拘捕及鎮壓支持社運人士及組織，並成立秘密警察組織，因此被批評為警察社會。

## 虚构警察国家
乔治·奥威尔的小说《一九八四》描述了处于一个不断挑起并创造了一场持续战争的社会主义集权统治下的不列颠。这场持续战争被用作使人民服从于全民监视和警方突击搜查的借口。国家不仅摧毁了词汇“思想自由”所表示的行为和思想的自由，还摧毁了思想自由一词本身。
叶夫根尼·扎米亚京的小说《我们》刻画了一个反乌托邦，其中墙壁由玻璃制成，唯一的信息获取方式是国家保证，而想像则被从人民身上强行移除。
小说家辛克莱尔·刘易斯的It Can't Happen Here讽刺性的刻画了法西斯在1930年代的美国的崛起。
艾伦·摩尔和大卫·劳埃德合著的图像小说V字仇杀队，讲述了一个蒙面的自由斗士努力颠覆已经控制英国的法西斯式的北方之火党的故事。（参考同名改编电影V字仇杀队）
高見廣春的小说《大逃杀》描绘的架空历史中， 日本成为了警察国家，名为“大東亜共和国”。
在Honorverse系列小说中，天堂人民共和国是一个经典的（类共产主义）警察国家。这一国家一直延续到第九部小说《胜利的灰烬》的结尾。在这个系列最近的小说和故事（包括其外传／续集）中，尽管太阳系联盟表面上看起来是一个民主政体，但却明显地表现出警察国家的许多典型特征，在它的外围领土（由边境安全局管理和统治）上尤其如此。
美国作家苏珊·柯林斯的系列反乌托邦小说饥饿游戏三部曲中，描绘了两个不同的极权主义国家，一个类似罗马，有着严格等级制度，崇尚暴力、军事独裁的法西斯国家；另一个则拥有共产党国家特征，压抑个性、对人的社会活动机械化管理和限制的国家。两个国家都具有警察国家的特征，且伴随剧情发展，两者之间的区别也逐渐模糊甚至消失了。

## 警务人员佔公务员比例最大的国家和地區
下例所指“警务人员”并不特指一国内政部（公安部）管辖下的警察，还包括供职于国家安全机构、策反机构、谍报排查机构、特殊侦讯机构、特种强力机构等不隶属于一国政府军系统的、拥有暴力执法权限、可采取暴力手段的强力机构的公务员。由于数据来源的限制，这里仅统计编内人员，不包含编外的临时雇员。
以下数据部分根据大赦国际2013年相关统计资料整理而成，部分数据不被当事国官方承认。
括号内为一国家或者地區的「警务人员」（非军事武裝力量机构成员）佔该国家或者地區公务员总数的比值：
- 极大比重： （74%）、 以色列（71%）
- 大比重： 美国（联邦调查局）（63%）
- 较大比重： 越南（49%）、 辛巴威（49%）、 伊朗（48%）、 俄羅斯（46%）、 土耳其（44%）、 白俄羅斯（44%）、 沙烏地阿拉伯（43%）、 英国（43%）、 古巴（43%）、 法國（41%）、 苏丹（40%）、 中华人民共和国（公安部）（32%）[24]
- 偏大比重： 香港[25]、 澳門

注：
- 美国、中华人民共和国——1990年代以来，国家安全机构雇员增长最快的两个国家。[來源請求]